# Grammacephalus rahmani
Grammacephalus rahmani är en insektsart som beskrevs av Singh-pruthi 1930. Grammacephalus rahmani ingår i släktet Grammacephalus och familjen dvärgstritar. Inga underarter finns listade i Catalogue of Life.